# Донская уха (фестиваль)
Донская уха — гастрономический фестиваль, который проходит на территории хутора Курган Азовского района Ростовской области. В 2016 году исполнилось 10 лет с момента первой организации фестиваля.Фестиваль проходит при поддержке Правительства Ростовской области.

## История
В 2014 году во время фестивального периода были организованы различные конкурсы, викторины, проходила дегустация блюд. Посетители могли осмотреть выставки и стать участниками мастер-классов. Детскую аудиторию развлекали аниматоры. Участники фестивальной программы готовили уху, дегустация которой начиналась в полдень после выставления оценок членами жюри. Принять участие в фестивале мог каждый желающий. В 2014 году проводился танцевальный флешмоб в воде, организовывались различные квесты, работали аттракционы.
В 2016 году во время проведения гастрономического фестиваля было приготовлено более 500 литров ухи. Фестиваль посетило около тысячи гостей, прибывших из разных районов Ростовской области и других областей. Среди участников фестиваля были команды сельских поселений Азовского района. Каждый из участников готовил блюда по разным рецептам с учетом имеющихся ингредиентов. В 2016 году конкурсная комиссия не смогла определить лучшие блюда в связи с высокими результатами, которые были продемонстрированы всеми участниками.
Праздник входит в Национальный календарь туристических событий.